# 花時雨/夏の雪
「花時雨／夏の雪」（はなしぐれ／なつのゆき）は、Qyotoの5枚目のシングル。2019年9月25日にアリオラジャパンより発売。

## 解説
初の両A面シングル。プロデュースは長戸大幸。「花時雨」はカンテレ制作ドラマ「時空探偵おゆう 大江戸科学捜査」エンディングテーマ、「夏の雪」は同局制作ドラマ「名もなき復讐者 ZEGEN」エンディングテーマ。

## 収録曲
全曲　編曲：Qyoto、鶴澤夢人
1. 花時雨
作詞：中園勇樹、HIROKI　作曲：Qyoto、久保田敬也
2. 夏の雪
作詞：中園勇樹、HIROKI　作曲：Qyoto、松山大徒
3. 僕の生きている意味
作詞：中園勇樹　作曲：Qyoto、岡本仁志
カンテレ「名もなき復讐者 ZEGEN」挿入歌[1][2]
4. 花時雨 (instrumental)
5. 夏の雪 (instrumental)

### 初回限定盤DVD
1. 花時雨　MUSIC VIDEO
2. 花時雨　MUSIC VIDEO -making-